# Gorka Verdugo Markotegui
Gorka Verdugo Markotegui (Etxarri-Aranatz, 5 de novembre de 1978) és un ciclista navarrès, professional des del 2004. Sempre ha corregut a les ordres de l'equip Euskaltel–Euskadi, on desenvolupa tasques de gregari dels caps de fila en les etapes de muntanya.
Fins al moment no ha aconseguit cap victòria com a professional.

## Palmarès

### Resultats al Tour de França
- 2006. 75è de la classificació general
- 2007. 48è de la classificació general
- 2008. 73è de la classificació general
- 2009. 61è de la classificació general
- 2010. 36è de la classificació general
- 2011. 25è de la classificació general
- 2012. Abandona (8a etapa)

### Resultats al Giro d'Itàlia
- 2005. 68è de la classificació general
- 2013. 64è de la classificació general

### Resultats a la Volta a Espanya
- 2010. 84è de la classificació general
- 2011. 36è de la classificació general
- 2012. 11è de la classificació general